# فرعة امزلاطين

تعديل مصدري - تعديل

فرعة امزلاطين هي إحدى قرى عزلة سرار بمديرية سرار التابعة لمحافظة أبين، بلغ تعداد سكانها 146 نسمة حسب تعداد اليمن لعام 2004.